# Energiecentrale Šoštanj
Energiecentrale Šoštanj (Termoelektrarna Šoštanj - TEŠ) is een bruinkool gestookte centrale in Šoštanj in Slovenië.
Het is de is de grootste Sloveense energiecentrale met een totaal geïnstalleerd vermogen van 1029 MW. Naast elektriciteit voorziet de centrale in de productie van thermische energie voor stadsverwarming in de Šaleška-vallei. De nieuwste Unit 6 is de modernste productie-eenheid van zijn soort in de EU. Brandstof wordt geleverd door de nabijgelegen Velenje kolenmijn. De mijn is de enige actieve bruinkoolmijn in Slovenië, nabij Velenje in de noordcentrale regio van het land.
| Blok                      | Nominaal vermogen |
| ------------------------- | ----------------- |
| Blok 1 (gesloten in 2010) | 30 MW             |
| Blok 2 (gesloten in 2008) | 30 MW             |
| Blok 3 (gesloten in 2014) | 75 MW             |
| Blok 4 (gesloten in 2018) | 275 MW            |
| Blok 5                    | 345 MW            |
| Gasturbine 1              | 42 MW             |
| Gasturbine 2              | 42 MW             |
| Blok 6                    | 600 MW            |